# Vellore Airport
Vellore Airport är en flygplats i Indien.   Den ligger i distriktet Vellore och delstaten Tamil Nadu, i den södra delen av landet, 1 800 km söder om huvudstaden New Delhi. Vellore Airport ligger 232 meter över havet.
Terrängen runt Vellore Airport är platt åt nordost, men åt sydväst är den kuperad. Runt Vellore Airport är det tätbefolkat, med 550 invånare per kvadratkilometer. Närmaste större samhälle är Vellore, 7,3 km öster om Vellore Airport. Omgivningarna runt Vellore Airport är en mosaik av jordbruksmark och naturlig växtlighet.